# Camaridium atratum
Camaridium atratum là một loài thực vật có hoa trong họ Lan. Loài này được (Lex.) M.A.Blanco mô tả khoa học đầu tiên năm 2007.